# Пероксиредоксин-5
Пероксиредоксин-5 (англ. Peroxiredoxin 5) – білок, який кодується геном PRDX5, розташованим у людей на короткому плечі 11-ї хромосоми. Довжина поліпептидного ланцюга білка становить 214 амінокислот, а молекулярна маса — 22 086.
| 10         |  | 20         |  | 30         |  | 40         |  | 50         |
| ---------- |  | ---------- |  | ---------- |  | ---------- |  | ---------- |
| MGLAGVCALR |  | RSAGYILVGG |  | AGGQSAAAAA |  | RRYSEGEWAS |  | GGVRSFSRAA |
| AAMAPIKVGD |  | AIPAVEVFEG |  | EPGNKVNLAE |  | LFKGKKGVLF |  | GVPGAFTPGC |
| SKTHLPGFVE |  | QAEALKAKGV |  | QVVACLSVND |  | AFVTGEWGRA |  | HKAEGKVRLL |
| ADPTGAFGKE |  | TDLLLDDSLV |  | SIFGNRRLKR |  | FSMVVQDGIV |  | KALNVEPDGT |
| GLTCSLAPNI |  | ISQL       |  |            |  |            |  |            |

A: Аланін

C: Цистеїн

D: Аспарагінова кислота

E: Глутамінова кислота

F: Фенілаланін

G: Гліцин

H: Гістидин

I: Ізолейцин

K: Лізин

L: Лейцин

M: Метіонін

N: Аспарагін

P: Пролін

Q: Глутамін

R: Аргінін

S: Серин

T: Треонін

V: Валін

W: Триптофан

Цей білок за функціями належить до оксидоредуктаз, антиоксидантів, пероксидаз. 
Локалізований у цитоплазмі, мітохондрії, пероксисомах.